# Ait Issafen
Ait Issafen (franska: Ait Issafen (CR), Ait Issafen (Commune Rurale), arabiska: تافراوت (البلدية)) är en kommun i Marocko.   Den ligger i provinsen Tiznit och regionen Souss-Massa, i den centrala delen av landet, 500 km söder om huvudstaden Rabat. Antalet invånare är 4 994.